# Cantón de Coulonges-sur-l'Autize
El cantón de Coulonges-sur-l'Autize era una división administrativa francesa, que estaba situada en el departamento de Deux-Sèvres y la región de Poitou-Charentes.

## Composición
El cantón estaba formado por catorce comunas:
- Ardin
- Béceleuf
- Coulonges-sur-l'Autize
- Faye-sur-Ardin
- Fenioux
- La Chapelle-Thireuil
- Le Beugnon
- Le Busseau
- Puihardy
- Saint-Laurs
- Saint-Maixent-de-Beugné
- Saint-Pompain
- Scillé
- Villiers-en-Plaine

## Supresión del cantón de Coulonges-sur-l'Autize
En aplicación del Decreto nº 2014-176 de 18 de febrero de 2014, el cantón de Coulonges-sur-l'Autize fue suprimido el 22 de marzo de 2015 y sus 14 comunas pasaron a formar parte del nuevo cantón de Autize-Égray.